# Вилар (Терраш-ди-Бору)
Вила́р (порт. Vilar) — населённый пункт и район в Португалии, входит в округ Брага. Является составной частью муниципалитета Терраш-ди-Бору. Находится в составе крупной городской агломерации Большое Минью. По старому административному делению входил в провинцию Минью. Входит в экономико-статистический субрегион Каваду, который входит в Северный регион. Население составляет 200 человек на 2001 год. Занимает площадь 4,66 км².